# Джеремі Айронс
Джеремі Джон Айронс (англ. Jeremy John Irons; *19 вересня 1948, Коуз на острові Вайт (Велика Британія) — британський кіноактор, володар премії «Оскар».

## Біографія
Джеремі Айронс хотів стати ветеринаром, та провалився на вступних екзаменах. У 18 років почав працювати в театрі асистентом завідувача сценічної частини (його головним обов'язком було підмітати сцену) — та через деякий час він уже виступає на сцені, хоч і в незначних ролях. Після акторських курсів при бристольському театрі «Олд Вік» став не просто членом трупи, а й зіркою бристольського театру, виконавши чимало ролей у популярних виставах.
1969 року одружився з акторкою Джулією Голлем, з якою розлучився у тому ж році. Втіливши у Бристолі наостанок в успішному мюзиклі «Госпел» Івана Хрестителя, Айронс перебрався до столиці Великої Британії Лондона. Другою дружиною актора стала Шинед К'юсак (Sinéad Cusack), з якою він живе й сьогодні. У них двоє синів.

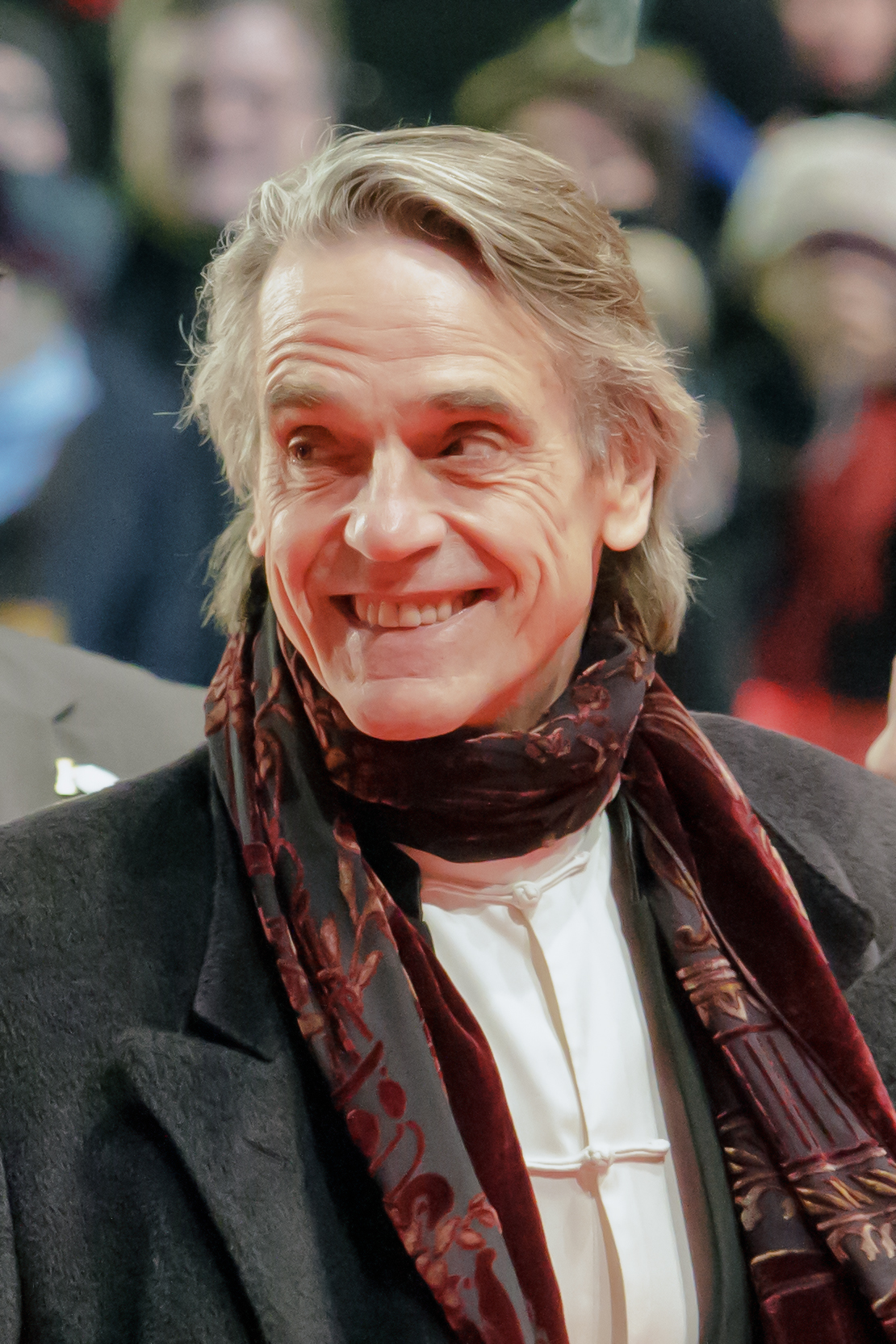
Джеремі Айронс на Берлінале. 2013 рік

У 1980 році виступав на сцені Королівського Шекспірівського театру, а невдовзі отримав невелику роль у біографічній стрічці Герберта Росса «Ніжинський». Справжню популярність актор завоював на початку 1980-х років, майже одночасно зігравши у багатосерійній телевізійній адаптації роману Івліна Во «Повернення у Брайтсгед» (Brideshead Revisited) та в головній ролі у фільмі Карела Рейша (Karel Reisz) «Жінка французького лейтенанта» (1981), в якому його партнеркою стала Меріл Стріп.
Згодом роль священика у «Місії» (1986) Ролана Жоффе принесла актору номінацію на «Золотий глобус», а образ аристократа Клауса фон Бюлова, звинуваченого у спробі вбити свою дружину, у «Мінливості долі» (Reversal of Fortune, 1990) — премію «Оскар».
Заокеанські продюсери засипа́ли його пропозиціями. Пропонували йому навіть роль Джеймса Бонда — та він відмовився: його цікавили нестандартні проєкти, такі, як «М. Баттерфляй» (1993) Дейвіда Кроненберга, «Невловима краса» (Io ballo da sola, 1996) Бернардо Бертолуччі та екранізація «Лоліти» Набокова, створена у 1997 році Едріаном Лайном. Коли остання картина не вийшла у широкий прокат у США, Айронс вирішив зробити перерву і почекати на справді гідні його запрошення. На кіноекрани він повернувся у 2000 році — знімається з того часу регулярно.

## Фільмографія

### Кінофільми
| Рік  |    | Українська назва                             | Оригінальна назва                                       | Роль                    |
| ---- | -- | -------------------------------------------- | ------------------------------------------------------- | ----------------------- |
| 1980 | ф  | Ніжинський                                   | Nijinsky                                                | Михайло Фокін           |
| 1981 | ф  | Жінка французького лейтенанта                | The French Lieutenant's Woman                           | Чарльз Генрі Смітсон    |
| 1982 | ф  | Місячне сяйво                                | Moonlighting                                            | Новак                   |
| 1983 | ф  | Зрада                                        | Betrayal                                                | Джеррі                  |
| 1984 | ф  | Закоханий Сван                               | Un amour de Swann                                       | Чарльз Сван             |
| 1984 | ф  | The Wild Duck                                | The Wild Duck                                           | Гарольд                 |
| 1986 | ф  | Місія                                        | The Mission                                             | Отець Габріель          |
| 1988 | ф  | Пов'язані насмерть                           | Dead Ringers                                            | Беверлі і Елліот Ментли |
| 1988 | ф  | Хор несхвалення                              | A Chorus of Disapproval                                 | Гай Джонс               |
| 1989 | ф  | Австралія                                    | Australia                                               | Едуард Пірсон           |
| 1989 | ф  | Денні, чемпіон світу                         | Danny, the Champion of the World                        | Вільям Сміт             |
| 1990 | ф  | Зворотний бік долі                           | Reversal of Fortune                                     | Клаус фон Бюлов         |
| 1991 | ф  | Опера жебрака                                | The Beggar's Opera                                      | В'язень                 |
| 1991 | ф  | Кафка                                        | Kafka                                                   | Кафка                   |
| 1992 | ф  | Хронометрист                                 | The Timekeeper                                          | Герберт Уеллс           |
| 1992 | ф  | Біля води                                    | Waterland                                               | Том Крік                |
| 1992 | ф  | Збиток                                       | Damage                                                  | Д-р Стівен Флемінг      |
| 1993 | ф  | М. Баттерфляй                                | M. Butterfly                                            | Рене Галлімар           |
| 1993 | ф  | Будинок духів                                | The House of the Spirits                                | Естебан Труеба          |
| 1994 | ф  | Космічний корабель Земля                     | Spaceship Earth                                         | оповідач                |
| 1994 | мф | Король-лев                                   | The Lion King                                           | Шрам (озвучення)        |
| 1995 | ф  | Міцний горішок 3                             | Die Hard: With a Vengeance                              | Саймон Грубер           |
| 1996 | ф  | Вислизаюча краса                             | Stealing Beauty                                         | Алекс                   |
| 1997 | ф  | Китайська скринька                           | Chinese Box                                             | Джон                    |
| 1997 | ф  | Лоліта                                       | Lolita                                                  | Гумберт Губмерт         |
| 1998 | ф  | Людина в залізній масці                      | The Man in the Iron Mask                                | Араміс                  |
| 1999 | мф |                                              | Poseidon's Fury: Escape from the Lost City              | Посейдон (озвучення)    |
| 1999 | мф | Faeries                                      | Faeries                                                 | Перевертень (озвучення) |
| 2000 | ф  | Підземелля драконів                          | Dungeons & Dragons                                      | Профіон                 |
| 2000 | ф  | Беккет в кіно — Огайо Експромт               | Ohio Impromptu                                          | Читач/Слухач            |
| 2001 | ф  | Четвертий янгол                              | The Fourth Angel                                        | Джек Елгін              |
| 2002 | ф  | Каллас назавжди                              | Callas Forever                                          | Ларрі Келлі             |
| 2002 | ф  | Машина часу                                  | The Time Machine                                        | лідер Морлоків          |
| 2003 | ф  | А тепер, Пані та панове                      | And Now… Ladies and Gentlemen                           | Валентин Валентин       |
| 2003 | ф  | Бродвей: Золотий вік, від легенд що були там | Broadway: The Golden Age, by the Legends Who Were There | Сам                     |
| 2003 | ф  | Хетти                                        | Hittites                                                | Оповідач                |
| 2004 | ф  | Матильда                                     | Mathilde                                                | полковник Де Петріс     |
| 2004 | ф  | Венеційський купець                          | The Merchant of Venice                                  | Антоніо                 |
| 2004 | ф  | Театр                                        | Being Julia                                             | Майкл Госселін          |
| 2005 | ф  | Галліполі                                    | Gallipoli                                               | Оповідач                |
| 2005 | ф  | Царство небесне                              | Kingdom of Heaven                                       | Тиберій                 |
| 2005 | ф  | Казанова                                     | Casanova                                                | Пуцці                   |
| 2006 | ф  | Внутрішня імперія                            | Inland Empire                                           | Кінгслі Стюарт          |
| 2006 | ф  | Ерагон                                       | Eragon                                                  | Бром                    |
| 2008 | ф  | Аппалуза                                     | Appaloosa                                               | Рендалл Брегг           |
| 2009 | ф  | Рожева пантера 2                             | The Pink Panther 2                                      | Алонсо Авелланеда       |
| 2009 | ф  | Джорджія О'Кіф                               | Georgia O'Keeffe                                        | Альфред Стігліц         |
| 2011 | ф  | Межа ризику                                  | Margin Call                                             | Джон Талд               |
| 2012 | ф  | Слова                                        | The Words                                               | Старець                 |
| 2013 | ф  | Прекрасні створіння                          | Beautiful Creatures                                     | Мейкон Рейвенвуд        |
| 2013 | ф  | Нічний потяг до Лісабона                     | Night Train to Lisbon                                   | Раймунд Ґреґоріус       |
| 2015 | ф  | Висотка                                      | High-Rise                                               | Ентоні Роял             |
| 2015 | ф  | Людина, яка пізнала нескінченність           | The Man Who Knew Infinity                               | Ґодфрі Гарольд Гарді    |
| 2016 | ф  | Двоє у всесвіті                              | The Correspondence                                      | Ед Ферум                |
| 2016 | ф  | Сила волі                                    | Race                                                    | Ейвері Брендедж         |
| 2016 | ф  | Бетмен проти Супермена                       | Batman v Superman: Dawn of Justice                      | Альфред Пенніворт       |
| 2016 | ф  | Кредо вбивці                                 | Assassin's Creed                                        | Алан Ріккін             |
| 2017 | мф | Птахи, як ми                                 | Birds Like Us                                           | Кондор/Мі (озвучення)   |
| 2017 | ф  | Ліга справедливості                          | Justice League                                          | Альфред Пенніворт       |
| 2018 | ф  | Червоний горобець                            | Red Sparrow                                             | Володимир Корчной       |
| 2020 | ф  | Кохання, весілля та інші катастрофи          | Love, Weddings & Other Disasters                        | Лоуренс Філіпс          |
| 2021 | ф  | Ліга справедливості Зака Снайдера            | Zack Snyder's Justice League                            | Альфред Пенніворт       |
| 2021 | ф  | Мюнхен                                       | Munich                                                  | Невілл Чемберлен        |
| 2021 | ф  | Дім Ґуччі                                    | House of Gucci                                          | Родольфо Гуччі          |
| 2023 | ф  | Флеш                                         | The Flash                                               | Альфред Пенніворт       |
| 2023 | мф | Одного разу на студії                        | Once Upon a Studio                                      | Шрам (озвучення)        |
| 2024 | ф  | Бджоляр                                      | The Beekeeper                                           | Воллес Вествілд         |

### Телебачення
| Рік       |     | Українська назва                    | Оригінальна назва                     | Роль                          |
| --------- | --- | ----------------------------------- | ------------------------------------- | ----------------------------- |
| 1981      | с   | Повернення в Брайдсгед              | Brideshead Revisited                  | Чарльз Райдер (11 епізодів)   |
| 1989      | тф  | Мрія                                | The Dream                             | чоловік                       |
| 2000      | с   | Довгота                             | Longitude                             | Руперт Гулд (4 епізоди)       |
| 2002      | тф  | Останній шанс                       | Last Call                             | Френсіс Скотт Фіцджеральд     |
| 2005      | с   | Єлизавета I                         | Elizabeth I                           | Роберт Дадлі (2 епізоди)      |
| 2008      | с   | Колір магії                         | Terry Pratchett's The Colour of Magic | Хевлок Вітінарі (2 епізоди)   |
| 2009      | тф  | The Magic 7                         | The Magic 7                           | Thraxx                        |
| 2011      | с   | Закон і порядок: Спеціальний корпус | Law & Order: Special Victims Unit     | Кеп Джексон (2 епізоди)       |
| 2011—2013 | с   | Борджіа                             | The Borgias                           | Родріго Борджіа (29 епізодів) |
| 2012      | мс  | Сімпсони                            | The Simpsons                          | ганчірка (S23-E12)            |
| 2012      | тф  | Порожня корона                      | The Hollow Crown                      | Генріх IV                     |
| 2019      | док | Музей Прадо. Скарбниця шедеврів     | The Prado Museum                      | оповідач                      |